# The Cut (película)
The Cut es una película keniana de 2017 dirigida por Peter Wangugi Gitau.

## Sinopsis
Un chico intenta salvar a su hermana menor de un matrimonio precoz y ser  mutilada.

## Elenco
- Ibrahim Rashid
- Halima Jatan
- Onesmus Kamau
- Miriam Kinuthia

## Producción
Para la realización de The cut se adoptó un enfoque participativo. Para sentar las bases del guion, los niños del Centro de Protección y Desarrollo Infantil AMREF Dagoretti anotaron sus experiencias y las de la sociedad que los rodea, inspirando la historia que abarca temas como el abuso de los derechos del niño, alcoholismo, salud materna y matrimonio infantil.

## Lanzamiento
Fue estrenada en el Festival de Cine Africano de Silicon Valley en San José, el 30 de septiembre de 2018. Se estrenó en Kenia el 16 de mayo de 2018 en el 'Festival de Cine Europeo' de Nairobi.

## Reconocimientos
- Premio a la Mejor Película en el 2 ° Festival de Cine de la Diáspora Africana en Florencia, Italia en julio de 2018.[3]
- Nominación a Mejor Largometraje en la octava edición de los Kalasha TV & Film Awards, celebrados el 24 de noviembre de 2018.[5]